# В'язні Бомона
«В'язні Бомона» (рос. «Узники Бомона») — український радянський двосерійний художній фільм 1970 року режисера Юрія Лисенка за сценарієм Жоржа Журибіди. Військова драма, заснована на біографії героя французького Опору, радянського лейтенанта, українця Василя Порика.

## Сюжет
Літо 1942 року. В концентраційний табір «Бомон» прибуває новий начальник табору полковник Гресс (Борис Кудрявцев). В бараках табору лютує грізний обер-капо на прізвисько «Громовий», колишній радянський офіцер Василь Порик родом з Вінниці (Михайло Голубович). Він один з найкращих у адміністрації табору, яка не підозрює, що лейтенант Порик став капо для прихованої допомоги ув'язненим, для виявлення серед них справжніх зрадників і кандидатів в майбутні бійці Опору…

## У ролях
- Голубович Михайло Васильович — Василь Порик
- Ольга Лисенко — Станіслава Добжанська
- Борис Кудрявцев — полковник Гресс

## Творча група
- Сценаристи: Жорж Журибіда
- Режисер-постановник: Юрій Лисенко
- Оператор-постановник: Наум Слуцький
- Композитор: Леонід Грабовський
- Художник-постановник: Олег Костюченко
- Звукорежисер: Ростислав Максимцов